# Бур-Фидель
Бур-Фиде́ль (фр. Bourg-Fidèle) — коммуна во Франции, находится в регионе Шампань — Арденны. Департамент — Арденны. Входит в состав кантона Рокруа. Округ коммуны — Шарлевиль-Мезьер.
Код INSEE коммуны — 08078.
Коммуна расположена приблизительно в 200 км к северо-востоку от Парижа, в 105 км севернее Шалон-ан-Шампани, в 19 км к северо-западу от Шарлевиль-Мезьера.

## История
Бур-Фидель был основан в XVI веке гугенотом Антуаном де Круа.

## Население
Население коммуны на 2008 год составляло 826 человек.
| 1962 | 1968 | 1975 | 1982 | 1990 | 1999 | 2008 |
| ---- | ---- | ---- | ---- | ---- | ---- | ---- |
| 794  | 778  | 663  | 700  | 732  | 771  | 811  |

## Администрация
| Период | Период | Фамилия      | Партия                                     | Должность |
| ------ | ------ | ------------ | ------------------------------------------ | --------- |
| 1947   | 1965   | Альфред Бошо | Французская секция Рабочего интернационала | литейщик  |
| 1981   | 2001   | Бернар Юло   |                                            |           |
| 2001   |        | Эрик Андри   |                                            |           |

## Экономика
В 2007 году среди 530 человек в трудоспособном возрасте (15—64 лет) 392 были экономически активными, 138 — неактивными (показатель активности — 74,0 %, в 1999 году было 64,5 %). Из 392 активных работали 316 человек (199 мужчин и 117 женщин), безработных было 76 (25 мужчин и 51 женщина). Среди 138 неактивных 30 человек были учениками или студентами, 33 — пенсионерами, 75 были неактивными по другим причинам.

## Фотогалерея
- Церковь Сен-Мартен
- Въезд в Бур-Фидель
- Часовня-ораторий
- Памятник погибшим в Первой мировой войне